# La Grange (Kentucky)
La Grange és una població dels Estats Units a l'estat de Kentucky. Segons el cens del 2008 tenia 8.026 habitants.

## Demografia
Segons el cens del 2000, La Grange tenia 5.676 habitants, 2.216 habitatges, i 1.502 famílies. La densitat de població era de 584,4 habitants/km².
Dels 2.216 habitatges en un 39,2% hi vivien nens de menys de 18 anys, en un 48,9% hi vivien parelles casades, en un 15% dones solteres, i en un 32,2% no eren unitats familiars. En el 27,7% dels habitatges hi vivien persones soles l'11,7% de les quals corresponia a persones de 65 anys o més que vivien soles. El nombre mitjà de persones vivint en cada habitatge era de 2,48 i el nombre mitjà de persones que vivien en cada família era de 3,03.
Per edats la població es repartia de la següent manera: un 28,4% tenia menys de 18 anys, un 8,5% entre 18 i 24, un 33,6% entre 25 i 44, un 18,1% de 45 a 60 i un 11,3% 65 anys o més.
L'edat mediana era de 32 anys. Per cada 100 dones de 18 o més anys hi havia 84,5 homes.
La renda mediana per habitatge era de 37.778$ i la renda mediana per família de 46.194$. Els homes tenien una renda mediana de 33.649$ mentre que les dones 25.347$. La renda per capita de la població era de 18.566$. Entorn del 9,1% de les famílies i el 10,8% de la població estaven per davall del llindar de pobresa.

## Poblacions més properes
El següent diagrama mostra les poblacions més properes.